# Przemyślibor
Przemyślibor – staropolskie imię męskie, złożone z trzech członów: Prze- ("przez" i wiele innych znaczeń), -myśli ("myśleć") i -bor ("walczyć, zmagać się"). Mogło oznaczać "tego, kto nie wdaje się w walkę bez namysłu".
Przemyślibor imieniny obchodzi 9 marca.